# Арена Пернамбуку
«Арена Пернамбуку» — футбольный стадион, проект которого разработан архитектором Даниэлом Фернандесом. Стадион был построен в Сан-Лоренсу-да-Мата в столичном районе Ресифи, штата Пернамбуку.
Стадион вмещает 46 160 человек и имеет 6000 парковочных мест. Также у стадиона были построены рестораны, торговый центр, музей, кино, театр и конференц-центр. Стадион является одной из арен Кубка конфедераций 2013, Чемпионата мира по футболу 2014 года. Стадион расположен недалеко от шоссе BR 101, BR 232 и BR 408.
Арена Пернамбуку (возможно, что стадион будет носить название Арена Капибарибе, так как полное название будущей домашней команды для этого стадиона — «Наутико Капибарибе») является главным объектом целого спортивного комплекса, который получил название Город Кубка (порт.-браз. Cidade da Copa), Сидади да Копа.

## Матчи Кубка конфедераций 2013, сыгранные на стадионе
| Дата         | Время (UTC-03) | Команда 1 | Счёт | Команда 2 | Стадия   | Зрители |
| 16 июня 2013 | 16:00          | Испания   | 2-1  | Уругвай   | Группа B | 41,705  |
| 19 июня 2013 | 16:00          | Италия    | 4-3  | Япония    | Группа A | 40,489  |
| 23 июня 2013 | 16:00          | Уругвай   | 8-0  | Таити     | Группа B | 22,047  |

## Матчи Чемпионата мира по футболу 2014, сыгранные на стадионе
| Дата         | Время (UTC-03) | Команда #1  | Счет                  | Команда #2 | Раунд      | Зрителей |
| ------------ | -------------- | ----------- | --------------------- | ---------- | ---------- | -------- |
| 14 июня 2014 | 22:00          | Кот-д’Ивуар | 2-1                   | Япония     | Группа C   | 40,267   |
| 20 июня 2014 | 17:00          | Италия      | 0–1                   | Коста-Рика | Группа D   | 40,285   |
| 23 июня 2014 | 13:00          | Хорватия    | 1–3                   | Мексика    | Группа A   | 41,212   |
| 26 июня 2014 | 13:00          | США         | 0:1                   | Германия   | Группа G   | 41,876   |
| 29 июня 2014 | 17:00          | Коста-Рика  | 1:1 (по пенальти 5:3) | Греция     | 1/8 финала | 41,242   |